# Mau Aima
Mau Aima es un pueblo y nagar Panchayat situado en el distrito de Prayagraj en el estado de Uttar Pradesh (India). Su población es de 19645 habitantes (2011). 

## Demografía
Según el  censo de 2011 la población de Mau Aima era de 19645 habitantes, de los cuales  10171 eran hombres y 9474 eran mujeres. Mau Aima tiene una tasa media de alfabetización del 67,7%, superior a la media nacional del 59,5%: la alfabetización masculina es del 72,4%, y la alfabetización femenina del 62,6%.